# Rubus canduliger
Rubus canduliger (лат.) — вид двудольных растений рода Рубус (Rubus) семейства Розовые (Rosaceae). Впервые описан нидерландскими ботаниками Ринком Яном Бейлсмой и Ренсе Хавеманом в 2007 году.

## Распространение и среда обитания
Известен из Нидерландов и Германии. Растение изначально описывалось как эндемик Нидерландов; отмечается, что естественный ареал внутри этой страны приходится на окрестности Арнема, часть субпопуляций распространилась со временем также к югу по реке Рейн. Расширение ареала исследователи связывают, в частности, с обезлесением, переносом семян перелётными птицами или даже человеком: то же самое характерно и для других видов рода Рубус, произрастающих в этих местах.
Встречается в лесах и среди других кустарников, на нарушенных человеком участках.

## Ботаническое описание
Листья состоят из пяти заострённых жилистых листочков обратнояйцевидной или сердцевидной формы, голых сверху и опушённых белыми или серыми волосками снизу.
Шипы на побегах изогнутые, треугольной формы.
Соцветие от почти цилиндрической до пирамидальной формы, покрытое шипами, несёт 1—9 цветков с опушённой чашечкой, белого цвета, часто с жёлтым или бледно-розовым оттенком; лепестки формой от яйцевидно-ромбических до почти округлых.
Плоды опушённые.
Цветёт в июне и июле.